# FC Arminia 03 Ludwigshafen
FC Arminia 03 Ludwigshafen is een Duitse voetbalclub uit Ludwigshafen am Rhein. 
De club werd op 1 september 1903 opgericht als 1. FC Arminia Rheingönheim, tot 1938 was Rheingönheim een zelfstandige gemeente en ging dan op in Ludwigshafen. Tijdens de tijd van het nationaalsocialisme ging de club in de grote vereniging TSG Rheingönheim op. In 1949 werd de club heropgericht als FC Arminia 03 Rheingönheim. Pas in 1969 werd de naam Ludwigshafen in de naam opgenomen. 
In 1966 promoveerde de club naar de Amateurliga Südwest, toen de derde klasse, en speelde daar negen seizoenen. De vierde plaats in 1970 was het beste resultaat. Daarna zakte de club weg naar de Bezirksliga en in 1988 zelfs naar de Kreisliga. In 1995 en 1998 promoveerde de club telkens weer voor één seizoen. Na drie promoties op rij speelde de club vanaf 2005 in de Verbandsliga. In 2011 promoveerde de club voor het eerst naar de Oberliga en werd in het eerste seizoen vierde. In 2017 degradeerde de club, maar kon na één seizoen terugkeren.  